# رودولفو سونگو
رودولفو سونگو (ایتالیایی: Rodolfo Sonego؛ ۲۷ فوریه ۱۹۲۱ – ۱۵ اکتبر ۲۰۰۰) فیلم‌نامه‌نویس اهل ایتالیا بود.

## گزیدهٔ فیلم‌شناسی
- خسیس (۱۹۹۰)
- کاترین و من (۱۹۸۰)
- گربه (۱۹۷۷)
- همسر شهرآشوب (۱۹۷۷)
- جون من یه چک بزن (۱۹۷۴)
- یک تعطیلات کوتاه (۱۹۷۳)
- ساتیریکون (۱۹۶۸)
- هیجان (۱۹۶۵)
- دختران زیبا (۱۹۶۵)
- نعلبکی بال‌دار (۱۹۶۴)
- همسرم (۱۹۶۴)
- خوابیدن یا نخوابیدن (۱۹۶۳)
- قهرمان زمان ما (۱۹۵۵)
- ساحل (۱۹۵۴)
- در پارک اتفاق افتاد (۱۹۵۳)
- رم ساعت ۱۱:۰۰ (۱۹۵۲)
- آنا (۱۹۵۱)